# ComAp
ComAp a.s. (Computer Applications Company) je česká společnost sídlící v Praze, která se zaměřuje na oblast vývoje a výroby řídicích systémů používaných v různých průmyslových odvětvích a energetice. Produkty, software a příslušenství firmy ComAp zajišťují řízení a monitoring energetických sítí za pomocí různých energetických zdrojů jako jsou spalovací motory (motorgenerátory), baterie, fotovotaika. Jedni z výrazných segmentů je výroba elektrické energie na lodích.

## Historie
Společnost Libora Mertla a Aleše Procházky Computer Applications Company (ComAp) vznikla 1. března 1991. První zakázkou firmy byl kontrakt na zvukové hlásiče pro nevidomé, který měl hodnotu 300 USD. V roce 2008 měla společnost ComAp samostatné pobočky v Rusku, Itálii, Singapuru, Spojených státech amerických, Austrálii, Spojených arabských emirátech, Německu, v Indii, v Kanadě, ve Spojeném království a na Slovensku a prostřednictvím distributorů se její působnost rozšířila do zemí všech kontinentů. V České republice stojí za zmínku například projekt pro O2 arenu v Praze nebo Nemocnici Jihlava.
Roku 2009 firma ComAp v rámci České republiky získala ocenění Nejlepší zaměstnavatel (Best Employer) v kategorii malých a středních společností.

## Produkty a služby
- Řídicí systémy pro motorgenerátory
- Řídicí systémy pro motorgenerátory na lodích
- Řídicí systémy pro zařízení poháněná průmyslovými motory
- Řídící systémy pro energetiky kombinující různé zdroje - GenSety, baterie, fotovoltaiku
- Přestavba a dodávka rozváděčů „na klíč“ včetně řídicích systémů
- Elektronika pro řízení a ochranu duálních motorů (Bi-Fuel / Dual Fuel)

## Bi-Fuel
Koncept bi-fuel firma ComAp představila v roce 1994. Řídicí zařízení využívající technologie bi-fuel umožňují přechod dieselových motorů na duální palivo (plyn/nafta). Díky tomu lze ušetřit až 80 % nafty, což prodlužuje čas chodu zařízení bez nutnosti doplnění paliva. Navíc během provozu dochází i ke snížení produkovaných zplodin, a to konkrétně CO₂, NOₓ a SOₓ. Technologie bi-fuel se používá například v těžebním průmyslu nebo v dopravě.